# Karl Henriksson (ishockeyspelare)
Karl Henriksson, född 5 februari 2001 i Malmö, är en svensk professionell ishockeyspelare (forward) som spelar för Växjö i SHL. Hans moderklubb är Mörrums GoIS IK.

## Klubbar
- Karlskrona HK J20, SuperElit (20116/2017 - 2019/2020)
- Frölunda HC, SHL (2018/2019 - 2020/2021)
- Södertälje SK, Allsvenskan (2019/2020) (lån)
- Frölunda HC, SHL (2021/2022 -) (lån)